# 中村亮太 (野球)
中村 亮太（なかむら りょうた、1998年5月18日 - ）は、千葉県四街道市出身のプロ野球選手（投手・育成選手）。右投右打。千葉ロッテマリーンズ所属。

## 経歴

### プロ入り前
四街道市立和良比小学校時代から「桜木ライオンズ」で野球を始め、四街道市立四街道中学校では「千葉市リトルシニア」に所属。
高校は千葉市稲毛区の千葉経済大学附属高等学校に進学。2年夏の第97回全国高等学校野球選手権千葉大会では先発投手として登板した。3年夏の第98回全国高等学校野球選手権千葉大会では、当時140km/hを超えるストレートを武器に準決勝へ進出するが、早川隆久擁する木更津総合高等学校に5対6の逆転負けを喫し、甲子園出場はならなかった。
大学は東京農業大学北海道オホーツクに進学。2年生時に北海道学生野球連盟リーグ戦で優秀投手賞を受賞した。2019年の全日本大学野球選手権大会では、3試合に登板し準決勝に進出した。
2020年10月26日に行われたプロ野球ドラフト会議では、福岡ソフトバンクホークスから育成8位で指名され、11月19日に、支度金300万円、年俸400万円（金額は推定）で契約合意に達し、12月10日に入団発表会見が行われた。背番号は137。球団では中村晃が在籍しているため、報道上およびスコアボード上の表記は「中村亮」、背ネームは「R.NAKAMURA」とそれぞれ表記される。

### ソフトバンク時代
2021年は、ウエスタン・リーグで7試合に登板し、0勝0敗、防御率5.40を記録した。
2022年は、春季キャンプ後半から一軍に合流。オープン戦では3試合に中継ぎ登板し、防御率2.25を記録するも、開幕前の支配下登録はならなかった。それでもシーズンでは、ウエスタン・リーグで7月1日までに27試合に登板し、1勝1敗、防御率2.45、投球回（25回2/3）を上回る33奪三振を記録し、同2日に支配下登録された。背番号は60。7月7日の東北楽天ゴールデンイーグルス戦（楽天生命パーク宮城）でプロ初登板を果たすも1回3失点という内容であった。同月20日の楽天戦（北九州市民球場）で2度目の登板を果たすも1回2/3を投げ7失点と打ち込まれ、翌21日に登録抹消となった。結局このシーズンはこの2試合のみの登板となり、0勝0敗、防御率33.75という成績であった。オフに戦力外通告を受け、11月10日に育成選手として再契約を結んだ。背番号は再び137。
2023年、二軍でチーム最多の53試合に登板し、5勝4敗0セーブ、防御率2.17の成績を残したが、支配下復帰には至らなかった。規定に則り10月31日に自由契約公示されたが、ソフトバンクと育成再契約を結んだ。
2024年、7月23日までに二軍で中継ぎとして18試合に登板し、3勝1敗3セーブ、防御率3.19を記録。7月24日に再び支配下登録されたことが発表された。背番号は20。8月10日の楽天戦で2年ぶりに一軍登板を果たしたが、結局この1試合に登板したのみだった。11月4日に球団より2度目の戦力外通告を受けた。

### ロッテ時代
12月5日、千葉ロッテマリーンズに育成選手として入団した。 背番号は124。

## 選手としての特徴
最速154km/hのストレートと、オーソドックスなアーム気味のオーバースローの投球フォームで腕のしなりが良い投手。

## 人物
実家は地元・千葉で営業している弁当店「ほそや」であり、2025年から所属する千葉ロッテマリーンズの本拠地であるZOZOマリンスタジアム内にも店舗を構えている。
阪神タイガースで監督やGMを歴任した中村勝広は大叔父（祖父の弟）にあたる。中村からは生前に「いくらいい投手でも、強気でガムシャラに食らいついていけ。気持ちで負けたら打てないぞ」などアドバイスを貰った。
大学の3学年先輩に同じく福岡ソフトバンクホークスに入団した周東佑京が、大学と高校の2学年先輩に岡本直也がいた。

## 詳細情報

### 年度別投手成績
| 年 度     | 球 団        | 登 板 | 先 発 | 完 投 | 完 封 | 無 四 球 | 勝 利 | 敗 戦 | セ 丨 ブ | ホ 丨 ル ド | 勝 率 | 打 者 | 投 球 回 | 被 安 打 | 被 本 塁 打 | 与 四 球 | 敬 遠 | 与 死 球 | 奪 三 振 | 暴 投 | ボ 丨 ク | 失 点 | 自 責 点 | 防 御 率 | W H I P |
| --------- | ------------ | ----- | ----- | ----- | ----- | -------- | ----- | ----- | -------- | ----------- | ----- | ----- | -------- | -------- | ----------- | -------- | ----- | -------- | -------- | ----- | -------- | ----- | -------- | -------- | ------- |
| 2022      | ソフトバンク | 2     | 0     | 0     | 0     | 0        | 0     | 0     | 0        | 0           | ----  | 22    | 2.2      | 11       | 1           | 3        | 0     | 1        | 1        | 0     | 0        | 10    | 10       | 33.75    | 5.25    |
| 2024      | ソフトバンク | 1     | 0     | 0     | 0     | 0        | 0     | 0     | 0        | 0           | ----  | 6     | 1        | 3        | 2           | 0        | 0     | 0        | 1        | 0     | 0        | 2     | 2        | 18.00    | 3.00    |
| 通算：1年 | 通算：1年    | 3     | 0     | 0     | 0     | 0        | 0     | 0     | 0        | 0           | ----  | 28    | 3.2      | 14       | 3           | 3        | 0     | 1        | 2        | 0     | 0        | 12    | 12       | 29.45    | 4.64    |

- 2024年度シーズン終了時

### 年度別守備成績
| 年 度 | 球 団        | 投手  | 投手  | 投手  | 投手  | 投手  | 投手     |
| 年 度 | 球 団        | 試 合 | 刺 殺 | 補 殺 | 失 策 | 併 殺 | 守 備 率 |
| ----- | ------------ | ----- | ----- | ----- | ----- | ----- | -------- |
| 2022  | ソフトバンク | 2     | 0     | 2     | 0     | 0     | 1.000    |
| 2024  | ソフトバンク | 1     | 1     | 0     | 0     | 0     | 1.000    |
| 通算  | 通算         | 3     | 1     | 2     | 0     | 0     | 1.000    |

- 2024年度シーズン終了時

### 記録
初記録
- 初登板：2022年7月7日、対東北楽天ゴールデンイーグルス10回戦（楽天生命パーク宮城）、7回裏に4番手で救援登板、1回3失点
- 初奪三振：同上、7回裏に浅村栄斗から空振り三振

### 背番号
- 137（2021年[7] - 2022年7月1日、2023年[18] - 2024年7月23日）
- 60（2022年7月2日[14] - 同年終了）
- 20（2024年7月24日[22] - 同年終了）
- 124（2025年[25] - ）

### 登場曲
- 「VICTORY」EXILE（2021年）
- 「Divine Wind -KAMIKAZE」AK-69（2021年）
- 「Forever Young feat. UVERworld」AK-69（2022年 - ）
- 「Bad Habits」Ed Sheeran（2022年 - ）